# ジョーダン・ピケオー
ジョーダン・ピケオー（Jordann Pikeur、1990年9月1日 - ）は、オランダの男性キックボクサー。キュラソー島出身。マイクスジム所属。第4代Krushスーパーウェルター級王者。

## 来歴
2015年5月4日、Krush.54で佐藤嘉洋と対戦してKO勝ち。
2015年7月4日、K-1 WORLD GP 2015 ～-70kg初代王座決定トーナメント～に参戦。1回戦で渡部太基にKO勝ち、準決勝でサニー・ダールベックにKO勝ち。決勝でマラット・グレゴリアンにKO負けして準優勝に終わった。
2015年10月10日、Yokkao 15でジョーダン・ワトソンと対戦し判定負け。
2016年4月10日、Krush.65で中島弘貴と対戦し判定勝ち。この試合はKrush -70kgタイトルマッチとして行われ、勝ったピケオーは王者となった。
2016年7月18日、Krush.67で山崎陽一とKrush -70kgタイトルマッチ防衛戦。2RKO勝ちでタイトルを防衛した。
2017年1月15日、Krush.72で廣野祐とKrush -70kgタイトルマッチ防衛戦。判定勝ちでタイトルを防衛した。
2017年3月19日にFIGHT TIME HAARLEMにおいてウィリアム・ディンダーと対戦し判定勝ち。
2017年6月18日、K-1 WORLD GP 2017 JAPAN ～第2代スーパー・ウェルター級王座決定トーナメント～に参戦。1回戦で日菜太に判定勝ち、準決勝でチンギス・アラゾフにKO負けした。
2018年1月27日、Krush.84で山内佑太郎とKrush -70kgタイトルマッチ防衛戦。KO勝ちでタイトルを防衛した。
2018年9月30日、Krush.93で和島大海とKrush スーパー・ウェルター級タイトルマッチ防衛戦。判定勝ちでタイトルを防衛した。
2018年11月3日、K-1 WORLD GP 2018 JAPAN～第3代スーパー・ライト級王座決定トーナメント～に参戦。スーパーファイト -68kg契約で木村ミノルと対戦し3RKO勝ち。
2019年3月10日、K-1 WORLD GP 2019 JAPAN ～K'FESTA.2～に参戦。ウェルター級で野杁正明と対戦し判定勝ち。
2019年6月21日、Krush.102で神保克哉とKrush スーパー・ウェルター級タイトルマッチ防衛戦。判定勝ちでタイトルを5度目の防衛を成し遂げると共に、10人目の日本人に勝利した。
2019年11月24日、“K-1冬のビッグマッチ 第1弾 横浜”「K-1 WORLD GP 2019 JAPAN ～よこはまつり～」に参戦。ウェルター級で近藤魁成と対戦しKO勝ち。
2020年3月22日、K-1 WORLD GP 2020 JAPAN ～K'FESTA.3～に参戦。久保優太の持つK-1 ウェルター級タイトルに挑戦したが、判定負けでタイトル獲得に失敗した。

## 戦績
| キックボクシング 戦績 | キックボクシング 戦績 | キックボクシング 戦績 | キックボクシング 戦績 | キックボクシング 戦績 | キックボクシング 戦績 | キックボクシング 戦績 |
| --------------------- | --------------------- | --------------------- | --------------------- | --------------------- | --------------------- | --------------------- |
| 61 試合               | (T)KO                 | 判定                  | その他                | 引き分け              | 無効試合              |                       |
| 49 勝                 | 22                    | 27                    | 0                     | 1                     | 0                     |                       |
| 11 敗                 | 4                     | 7                     | 0                     | 1                     | 0                     |                       |

| 勝敗 | 対戦相手                       | 試合結果                             | 大会名 | 開催年月日     |
| ○    | デング・シルバ                 | 3R+延長1R終了 判定3-0                | K-1 WORLD GP 2024 in Osaka | 2024年10月5日  |
| ×    | 和島大海                       | 2R 2:17 TKO（レフェリーストップ）    | AZABU PRESENTS K-1 WORLD GP 2023 【K-1 WORLD GPスーパー・ウェルター級タイトルマッチ】                                                              | 2023年7月17日  |
| ○    | アビラル・ヒマラヤン・チーター | 3R 0:06 KO（左フック）               | K-1 WORLD GP 202３ JAPAN～K'FESTA.6～ | 2023年3月12日  |
| ×    | ムスタファ・フーリ             | 2R TKO（ドクターストップ：脚の負傷） | Fight Time | 2022年5月14日  |
| ×    | ワシリー・セメノフ             | 3R終了 判定0-3                       | Fair Fight XVI | 2022年2月12日  |
| ×    | 久保優太                       | 3R終了 判定0-3                       | K-1 WORLD GP 2020 JAPAN～K'FESTA.3〜 【K-1 WORLD GPウェルター級タイトルマッチ】                                                                    | 2020年3月22日  |
| ○    | 近藤魁成                       | 2R 2:40 KO（3ダウン）                | K-1 WORLD GP 2019 JAPAN ～よこはまつり～ | 2019年11月24日 |
| ○    | 神保克哉                       | 3R終了 判定3-0                       | K-1 KRUSH FIGHT.102 【Krushスーパーウェルター級タイトルマッチ】                                                                                    | 2019年6月21日  |
| ○    | 野杁正明                       | 3R終了 判定2-0                       | K-1 WORLD GP 2019 JAPAN ～K'FESTA.2～ | 2019年3月10日  |
| ○    | 木村ミノル                     | 3R 1:29 KO（右アッパー）             | K-1 WORLD GP 2018 JAPAN ～第3代スーパー・ライト級王座決定トーナメント～                                                                            | 2018年11月3日  |
| ○    | 和島大海                       | 3R終了 判定2-0                       | Krush.93 【Krushスーパーウェルター級タイトルマッチ】                                                                                               | 2018年9月30日  |
| ○    | 山内佑太郎                     | 2R 2:20 KO（パンチ連打）             | Krush.84 【Krushスーパーウェルター級タイトルマッチ】                                                                                               | 2018年9月30日  |
| ×    | チンギス・アラゾフ             | 1R 2:17 KO（右フック）               | K-1 WORLD GP 2017 JAPAN ～第2代スーパー・ウェルター級王座決定トーナメント～ 【K-1 WORLD GP 第2代スーパー・ウェルター級王座決定トーナメント準決勝】 | 2017年6月18日  |
| ○    | 日菜太                         | 3R終了 判定3-0                       | K-1 WORLD GP 2017 JAPAN ～第2代スーパー・ウェルター級王座決定トーナメント～ 【K-1 WORLD GP 第2代スーパー・ウェルター級王座決定トーナメント1回戦】  | 2017年6月18日  |
| ○    | ウィリアム・ディンダー         | 3R終了 判定                          | Fight Time | 2017年3月19日  |
| ○    | 廣野祐                         | 3R終了 判定3-0                       | Krush.72 【Krushスーパーウェルター級タイトルマッチ】                                                                                               | 2017年1月15日  |
| ○    | ブラヒム・カラー               | 1R TKO                               | ACB KB 8: Only The Braves | 2016年10月15日 |
| ○    | 山崎陽一                       | 2R 2:42 KO（右ストレート）           | Krush.67 【Krushスーパーウェルター級タイトルマッチ】                                                                                               | 2016年7月18日  |
| ○    | 中島弘貴                       | 3R終了 判定3-0                       | Krush.65 【Krushスーパーウェルター級タイトルマッチ】                                                                                               | 2016年4月10日  |
| ○    | クリスチャン・ドレル           | 3R終了 判定                          | King of Kings: World Grand Prix 2016 | 2016年2月27日  |
| ○    | レドゥアン・ダウディ           | 1R KO                                | Sportmani Events VIII | 2016年1月23日  |
| ○    | アンガー・ナスル               | 5R終了 判定                          | Ring Stars | 2015年11月28日 |
| ×    | ジョーダン・ワトソン           | 5R終了 判定0-3                       | Yokkao 15 | 2015年10月10日 |
| ×    | マラット・グレゴリアン         | 1R 1:24 KO（パンチ連打）             | K-1 WORLD GP 2015 ～-70kg初代王座決定トーナメント～ 【K-1 WORLD GP -70kg級初代王座決定トーナメント決勝】                                           | 2015年7月04日  |
| ○    | サニー・ダールベック           | 2R 1:03 KO（2ノックダウン）          | K-1 WORLD GP 2015 ～-70kg初代王座決定トーナメント～ 【K-1 WORLD GP -70kg級初代王座決定トーナメント準決勝】                                         | 2015年7月04日  |
| ○    | 渡部太基                       | 2R 2:55 KO（ボディブロー）           | K-1 WORLD GP 2015 ～-70kg初代王座決定トーナメント～ 【K-1 WORLD GP -70kg級初代王座決定トーナメント1回戦】                                          | 2015年7月04日  |
| ○    | 佐藤嘉洋                       | 2R 2:46 KO（左フック）               | Krush 54 | 2015年5月04日  |
| ×    | ブレイ・ボザリルマス           | 3R終了 判定0-3                       | World Fighting League | 2015年4月17日  |
| ×    | タダス・ジョンクス             | 3R終了 判定1-2                       | King of Kings: Hero's Bushido Vilnius 2014 | 2014年11月17日 |
| ○    | タレク・グロムニカ             | 3R終了 判定                          | Eggesiner Fight Cup | 2014年5月14日  |
| ×    | メレティウス・カカウバヴァス   | 3R終了 判定0-3                       | The Battle VIII | 2013年12月21日 |

## 獲得タイトル
- WMTAベネルクス-70kg王座
- 第4代Krushスーパーウェルター級王座（2016年）